# Yudu

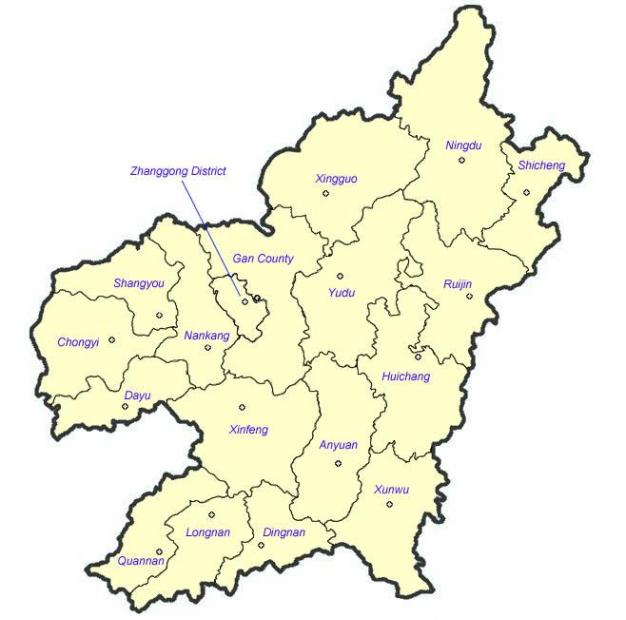
Lage von Yudu im Verwaltungsgebiet von Ganzhou

Yudu (于都县,  Yúdū Xiàn) ist ein Kreis der bezirksfreien Stadt Ganzhou in der Provinz Jiangxi der Volksrepublik China. Er hat eine Fläche von 2.893 km² und zählt 853.457 Einwohner (Stand: Zensus 2010).
Die Stätte des Startpunkts der Zentralen Roten Armee (der Ersten Frontarmee der Roten Armee) zum Langen Marsch (Zhongyang Hongjun changzheng chufadi jiuzhi 中央红军长征出发地旧址) steht auf der Liste der Denkmäler der Volksrepublik China (6-974).